# 蹄形希蛛
蹄形希蛛（学名：Achaearanea ferrumequina）为球蛛科希蛛属的动物，俗名铁希蛛。分布于韩国、日本以及中国大陆的湖南、四川、海南等地，多见于在岩石、土坡的凹入处结钟形巢。该物种的模式产地在日本。